# Élisabeth Sadoulet
Elisabeth Sadoulet, née à Lyon en 1945, est une économiste et professeure d'économie agricole et des ressources à l'Université de Californie à Berkeley. Elle a mené des recherches sur le terrain en Chine, en Inde, en Amérique latine et en Afrique subsaharienne. Sadoulet a été rédactrice en chef de la Revue économique de la Banque mondiale de 2010 à 2013, et est membre de plusieurs sociétés savantes dans les domaines de l'agriculture et de l'économie.
Sadoulet a conseillé le gouvernement du Mexique, l'Organisation des Nations Unies pour l'alimentation et l'agriculture (FAO) et la Banque mondiale. Elle est Senior Fellow à la Fondation pour les études et recherches sur le développement international (FERDI),,.

## Carrière
Sadoulet commence sa formation à l'université de Lyon où elle obtient une licence de mathématiques en 1966 puis un DEA en mathématiques appliquées. Elle obtient son doctorat d'économie à l'Université de Genève en 1982, après des études de mathématiques et d'économétrie,. En 1985, elle rejoint l'Université de Californie à Berkeley en tant que chargée de cours. Avec l'agronome et économiste Alain de Janvry, qu'elle a rencontré à l'Université de Berkeley, Sadoulet fait partie d'un petit nombre d'économistes français travaillant aux États-Unis.
Sadoulet a été rédactrice en chef de la Revue économique de la Banque mondiale de 2010 à 2013, et membre du comité de rédaction de la Revue des études agricoles et environnementales de 2008 à 2010.

## Recherche
Les recherches de Sadoulet portent principalement sur l'économie agricole. Elle nomme Angus Deaton, Irma Adelman, Abhijit Banerjee et Esther Duflo comme ayant influencé son approche de l'économie en tant que discipline à la fois quantitative et expérimentale, dans laquelle une analyse rigoureuse est devenue la base des recommandations politiques dans le travail normatif avec les gouvernements, les organisations, les ONG et le secteur privé.
Tout au long de sa carrière, elle s'est concentrée sur « comment faire de l'agriculture un instrument efficace de développement », estimant que l'agriculture est sous-utilisée et mal utilisée, mais présente toujours des opportunités uniques. En commençant par se concentrer sur la croissance et la pauvreté, son travail comprend la vulnérabilité à la pauvreté et au risque, les inégalités et les inégalités, les besoins fondamentaux en matière de santé et d'éducation, l'accès aux actifs, la microfinance, les contrats de location de terres, l'innovation technologique, les programmes sociaux, le développement communautaire, l'adaptation au changement climatique, la rareté des ressources, la gestion coopérative des ressources communes et la gouvernance.
Sadoulet a publié les manuels Analyse quantitative des politiques de développement (1995, 2003) et Économie du développement : théorie et pratique (2016, 2021) avec Alain de Janvry,.
Sadoulet a publié dans The American Economic Review, The Economic Journal, le Journal of Development Economics, World Development, et l'Annual Review of Resource Economics. En 2022, Sadoulet est classé 472e dans le top 5 % des économistes les plus prolifiques au monde, avec 288 publications répertoriées sur IDEAS. Ses travaux ont été cités plus de 28 492 fois sur Google Scholar.

## Distinctions
Sadoulet est devenue membre honoraire à vie de l'Association internationale des économistes agricoles en 2018. Elle est devenue membre de l'Association américaine de l'économie agricole en 2011,. Elle est également membre de l'Association d'économie agricole et appliquée (AAEA).
Sadoulet a été reconnue par l'AAEA pour ses recherches, son enseignement et son travail de conseil dans le domaine du développement économique international. Sadoulet a reçu un prix du Collège des ressources naturelles (CNR) en 2016 pour son enseignement. Elle a reçu le prix Publication of Enduring Quality lors de la conférence annuelle de l'AAEA et de la WAEA en 2021.

## Publications sélectionnées
- (en) de Janvry et Sadoulet, « Agriculture for Development: Analytics and Action », Annual Review of Resource Economics, vol. 14, no 1,‎ 5 octobre 2022, p. 1–16 (ISSN 1941-1340, DOI 10.1146/annurev-resource-090921-045011, S2CID 249558742, lire en ligne)
- (en) de Janvry et Sadoulet, « How experimental research in agriculture has gone from lab to field », World Development, vol. 127,‎ 1er mars 2020, p. 104782 (ISSN 0305-750X, DOI 10.1016/j.worlddev.2019.104782, S2CID 213085291, lire en ligne)
- (en) Carter, de Janvry, Sadoulet et Sarris, « Index Insurance for Developing Country Agriculture: A Reassessment », Annual Review of Resource Economics, vol. 9, no 1,‎ 5 octobre 2017, p. 421–438 (ISSN 1941-1340, DOI 10.1146/annurev-resource-100516-053352, lire en ligne)
- Emerick, de Janvry, Sadoulet et Dar, « Technological Innovations, Downside Risk, and the Modernization of Agriculture », American Economic Review, vol. 106, no 6,‎ 1er juin 2016, p. 1537–1561 (DOI 10.1257/aer.20150474, lire en ligne)
- (en) Byerlee, de Janvry et Sadoulet, « Agriculture for Development: Toward a New Paradigm », Annual Review of Resource Economics, vol. 1, no 1,‎ octobre 2009, p. 15–31 (ISSN 1941-1340, DOI 10.1146/annurev.resource.050708.144239, lire en ligne)
- (en) de Janvry, Finan, Sadoulet et Vakis, « Can conditional cash transfer programs serve as safety nets in keeping children at school and from working when exposed to shocks? », Journal of Development Economics, vol. 79, no 2,‎ 1er avril 2006, p. 349–373 (ISSN 0304-3878, DOI 10.1016/j.jdeveco.2006.01.013, lire en ligne)
- (en) de la Brière, Sadoulet, de Janvry et Lambert, « The roles of destination, gender, and household composition in explaining remittances: an analysis for the Dominican Sierra », Journal of Development Economics, vol. 68, no 2,‎ 1er août 2002, p. 309–328 (ISSN 0304-3878, DOI 10.1016/S0304-3878(02)00015-9, lire en ligne)
- (en) de Janvry et Sadoulet, « Income Strategies Among Rural Households in Mexico: The Role of Off-farm Activities », World Development, vol. 29, no 3,‎ 1er mars 2001, p. 467–480 (ISSN 0305-750X, DOI 10.1016/S0305-750X(00)00113-3, lire en ligne)
- Alain de Janvry, Gustavo Gordillo et Elisabeth Sadoulet, Mexico's second agrarian reform : household and community responses, 1990-1994, La Jolla, Calif., Center for U.S.-Mexican Studies, University of California, San Diego, 1997 (ISBN 978-1878367303)
- (en) Sadoulet et Janvry, « Agricultural Trade Liberalization and Low Income Countries: A General Equilibrium‐Multimarket Approach », American Journal of Agricultural Economics, vol. 74, no 2,‎ mai 1992, p. 268–280 (ISSN 0002-9092, DOI 10.2307/1242481, JSTOR 1242481, lire en ligne)[19]
- de Janvry, Fafchamps et Sadoulet, « Peasant Household Behaviour with Missing Markets: Some Paradoxes Explained », The Economic Journal, vol. 101, no 409,‎ 1991, p. 1400–1417 (ISSN 0013-0133, DOI 10.2307/2234892, JSTOR 2234892, lire en ligne)
- (en) Janvry et Sadoulet, « Agricultural Price Policy in General Equilibrium Models: Results and Comparisons », American Journal of Agricultural Economics, vol. 69, no 2,‎ mai 1987, p. 230–246 (ISSN 0002-9092, DOI 10.2307/1242273, JSTOR 1242273, lire en ligne)[19]